# Alexander-Puschkin-Denkmal Weimar

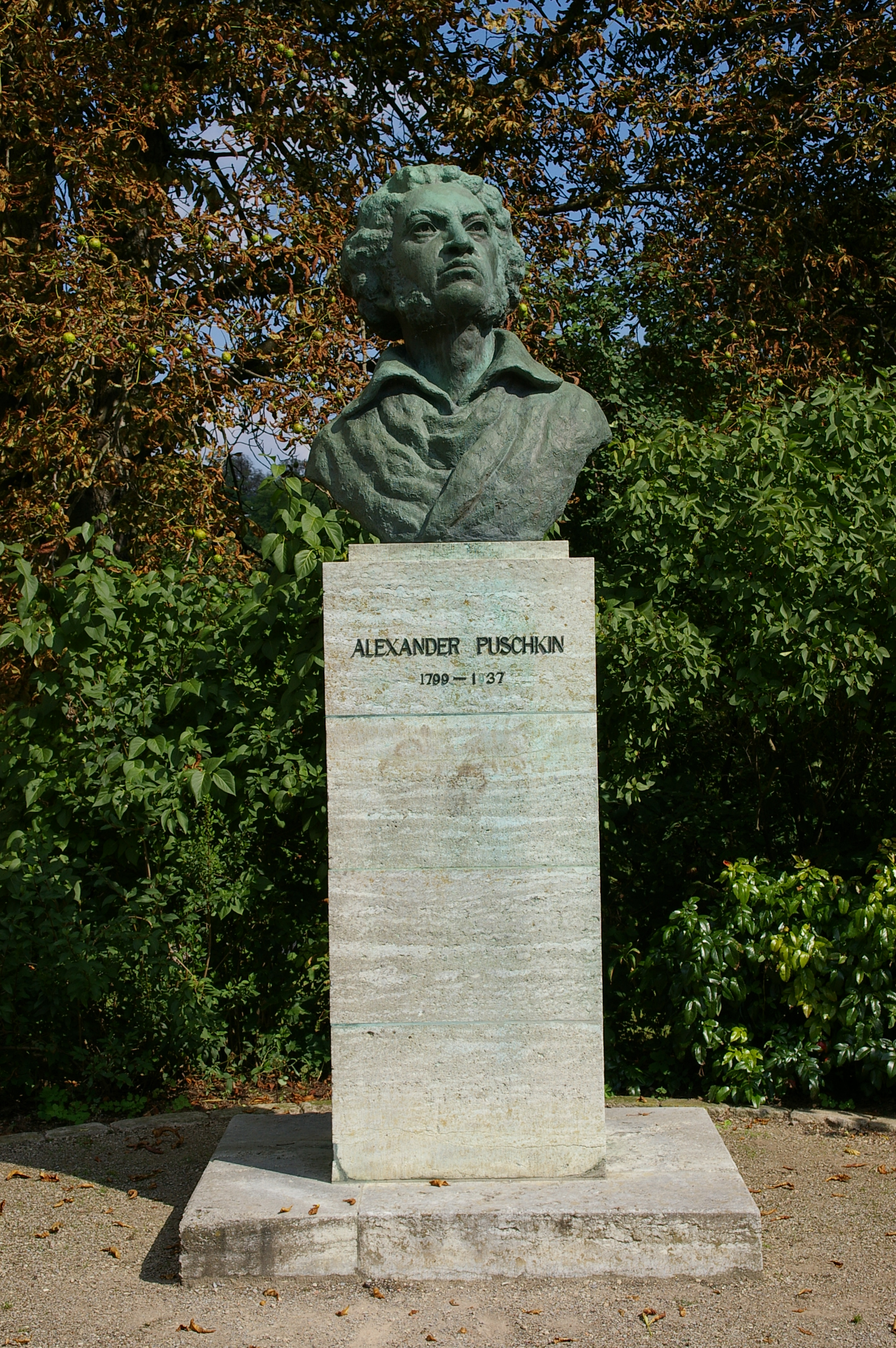
Puschkin-Büste Weimar

Das Alexander-Puschkin-Denkmal im Weimarer Park an der Ilm in unmittelbarer Nähe zur Herzogin-Anna-Amalia-Bibliothek neben dem Bibliotheksturm an der Kreuzung von Puschkinstraße und Ackerwand ruht auf einem 1,30 Meter hohen Sockel aus Muschelkalk mit Plinthe und umlaufender Umschrift: ALEXANDER PUSCHKIN 1799-1837.
Der Bildhauer Johannes Friedrich Rogge erwies mit seiner am 27. November 1949 anlässlich des 150. Geburtstages des russischen Dichters und Goetheverehrers eingeweihten ausdrucksstarken monumentalen Bronzebüste den sowjetischen Machthabern gewissermaßen eine Reverenz und symbolisierte zugleich die Verbindung zwischen russischer und deutscher Kultur. Es wurde auf Betreiben der Gesellschaft für Deutsch-Sowjetische Freundschaft aufgestellt.
Goethe, dessen Geburtstag sich im selben Jahr zum 200. Mal jährte, war seinerseits ein Verehrer Puschkins und schickte ihm nach Russland eine Feder. Puschkin selbst war nie persönlich in Weimar gewesen. In Gera in der Schloßgasse wiederum erinnert ein Puschkin-Denkmal den Dichter die Feder haltend an diese Episode.
Hinter dem Fürstenhaus Weimar verläuft die Puschkinstraße, deren Abschluss gewissermaßen das Denkmal bildet.